# Charlotte Sieling
Pour les articles homonymes, voir Sieling.
Charlotte Sieling, née le 13 juillet 1960 à Copenhague (Danemark), est une actrice et réalisatrice danoise. 
Elle commence sa carrière d'actrice au milieu des années 1980. Dans les années 2000, elle se tourne vers la réalisation, travaillant sur plusieurs séries télévisées à succès de DR, telles que Rejseholdet (en) (Unit One), récompensée aux  Emmy Awards, The Killing, Bron et Borgen, une femme au pouvoir récompensée aux BAFTA. Elle a fait ses débuts au cinéma avec Above the Street, Below the Water en 2009. Son succès en tant que réalisatrice de séries télévisées l'a récemment amenée aux États-Unis, où elle a notamment réalisé deux épisodes de Homeland.

## Biographie

### Jeunesse et éducation
Sieling naît à Copenhague. Elle termine ses études d'actrice à l'École nationale de théâtre du Danemark en 1985. La même année, elle a obtenu son diplôme de l'École nationale de cinéma du Danemark, où elle a suivi la filière scénario

### Carrière
Entre 1988 et 1991, Sieling est affiliée au Théâtre royal danois, où elle a notamment tenu le rôle principal dans la comédie musicale Esther. De 1992 à 1994, elle est affiliée au Théâtre Betty Nansen.
Charlotte Sieling fait ses débuts en tant que réalisatrice en réalisant huit épisodes de Rejseholdet (en) (Unité One). Elle poursuit sa collaboration avec DR, travaillant sur plusieurs de leurs séries télévisées à succès. Elle a travaillé sur la première saison de The Killing, réalisé les quatre premiers épisodes de la série policière dano-suédoise The Bridge et assuré la direction conceptuelle de la troisième saison de Borgen, une femme au pouvoir, lauréate d'un BAFTA.  
Elle a fait ses débuts au cinéma avec Above the Street, Below the Water en 2009. En 2013–2014, elle a travaillé sur un certain nombre de séries télévisées aux États-Unis.

### Vie personnelle
Charlotte Sieling épouse le directeur de théâtre et metteur en scène Peter Langdal en 1996. Le couple divorce en 2000. Ils ont deux enfants.

## Filmographie

### Film
En tant qu'actrice
| Année | Titre                                | Rôle   | Remarques                                                          |
| ----- | ------------------------------------ | ------ | ------------------------------------------------------------------ |
| 1986  | Gauguin, le loup dans le soleil      |        |                                                                    |
| 1988  | Mord i Paradis                       |        |                                                                    |
| 1989  | Notater om kærligheden               |        |                                                                    |
| 1990  | Farlig leg                           |        |                                                                    |
| 1993  | Det bli'r i familien                 |        |                                                                    |
| 1994  | Frække Frida og de frygtløse spioner |        |                                                                    |
| 1995  | Farligt venskab                      |        |                                                                    |
| 1995  | Elsker, elsker ikke                  | Hannah | Nommée — Prix Bodil de la meilleure actrice dans un rôle principal |
| 1995  | Carmen & Babyface                    |        |                                                                    |
| 1996  | En loppe kan også gø                 |        |                                                                    |
| 2003  | Five Obstructions                    |        |                                                                    |
| 2005  | Anklaget                             | Myriam |                                                                    |
| 2006  | Supervoksen                          |        |                                                                    |

#### En tant que réalisatrice
| Année | Titre                             | Remarques                                                       |
| ----- | --------------------------------- | --------------------------------------------------------------- |
| 2009  | Above the Street, Below the Water | Nommée — Prix Bodil de la meilleure actrice dans un second rôle |
| 2017  | Mesteren                          |                                                                 |
| 2021  | Margrete : Reine du Nord          |                                                                 |

### Télévision

#### En tant qu'actrice
| Année | Titre                       | Rôle | Remarques  |
| ----- | --------------------------- | ---- | ---------- |
| 1992  | Gøngehøvdingen              |      | 3 épisodes |
| 1998  | Taxa                        |      |            |
| 2003  | Rejseholdet (en) (Unit One) |      | 1 épisode  |

#### En tant que réalisatrice
| Année     | Titre                        | Remarques   |
| --------- | ---------------------------- | ----------- |
| 2000-2002 | Rejseholdet (en)             | 8 épisodes  |
| 2004-2005 | Krøniken                     | 3 épisodes  |
| 2007      | The Killing                  | 12 épisodes |
| 2011      | Bron                         | 4 épisodes  |
| 2013      | Borgen, une femme au pouvoir | 2 épisodes  |
| 2013      | Jo                           | 2 épisodes  |
| 2013      | The Bridge                   | 1 épisode   |
| 2013      | Graceland                    | 1 épisode   |
| 2013      | FBI : Duo très spécial       | 1 épisode   |
| 2014      | The Americans                | 1 épisode   |
| 2014      | Those Who Kill               | 1 épisode   |
| 2014      | Tyrant                       | 1 épisode   |
| 2014      | The Strain                   | 2 épisodes  |
| 2014-2018 | Homeland                     | 2 épisodes  |
| 2015      | Wayward Pines                | 1 épisode   |
| 2016      | Reine du Sud                 | 1 épisode   |
| 2016      | Good Behavior (en)           | 1 épisode   |
| 2019      | The InBetween (en)           | 1 épisode   |
| 2020      | Lovecraft Country            | 1 épisode   |

## Récompenses et distinctions
Sauf indication contraire, les informations mentionnées dans cette section peuvent être confirmées par la base de données cinématographiques IMDb,  présente dans la section « Liens externes ».
Charlotte Sieling compte 5 victoires et 12 nominations dans des festivals et cérémonies internationales : 
- BAFTA Awards :
  - 2013 : Nommée pour le BAFTA du meilleur programme international pour Bron.
- Robert – Danish Film Awards (à corriger) :
  - Nommée en 2001 pour le meilleur second rôle féminin pour Fruen på Hamre.
  - Nommée en 2003 pour le meilleur second rôle féminin pour En kort en lang.
  - Nommée en 2006 pour le meilleur court métrage pour Spidse albuer, blødende knæ.
  - Nommée en 2008 pour le meilleur scénario pour Over gaden under vandet.
- Bodil Awards : 
  - 1996 : Nommée en 1996 pour le meilleur rôle principal féminin pour Elsker elsker ikke...	
  - 2022 : Meilleur scénario pour Margrete : Reine du Nord  
  - 2022 : Nommée pour le Bodil du Meilleur film de fiction pour Margrete : Reine du Nord  
  - 2025 : Bodil du Meilleur film pour Vejen hjem 
  - 2025 : Meilleur scénario pour Vejen hjem
- Festival international du court métrage de Clermont-Ferrand :
  - 2008 : Prix du public (Lab Competition) pour 45 cm (partagé avec Annette K. Olesen).
- Santa Barbara International Film Festival :
  - 2017 : Nommée au prix Valhalla pour Mesteren.
- Seattle International Film Festival :
  - 2017 : Lauréate du prix du meilleur nouveau réalisateur pour Mesteren.
- Zulu Awards :
  - 2022 : Lauréate du prix du meilleur film pour Margrete : Reine du Nord.